# Брусник (острів)
Брусник (хорв. brus, досл. «точильний камінь») — безлюдний вулканічний острів у складі архіпелагу Вис, омивається Адріатичним морем. Адміністративно належить Сплітсько-Далматинській жупанії Хорватії. Площа острова складає 3 га, найвища точка — 30 метрів над рівнем моря. На острові живе ендемік Podarcis melisellensis melisellensis та ростуть ендеміки Centaurea ragusina, Limonium vestitum subsp. brusnicense і Senecio leucanthemifolius var. reichenbachii.
Брусниця з'являлася на мапах XIV—XVIII століть. Назва острова походить від хорватського слова brus, «точильний камінь», оскільки вулканічні породи з острова використовувалися для виготовлення точильних каменів. У XVIII столітті на острові промишляли рибалки з Комижі. 1951 року Брусник став геологічною пам'яткою природи. У липні 2013 року він та його прибережні води увійшли до складу мережі охоронних ділянок «Natura 2000». 17 квітня 2019 року весь архіпелаг набув статусу Глобального геопарку ЮНЕСКО. У 2022 році уряд Сплітсько-Далматинської жупанії профінансував проєкт «Planet Brusnik», метою якого є збереження та популяризація рибальської архітектури на острові.